# Ingatestone
Ingatestone è un paese di 4 504 abitanti della contea dell'Essex, in Inghilterra. Fa parte della parrocchia civile di Ingatestone and Fryerning.